# WIMP
WIMP («windows, icons, menus, pointers» — окна, значки, меню, указатели) — в человеко-компьютерном взаимодействии означает взаимодействие с компьютером на базе этих элементов. Оно было придумано Мерзугой Уильбертсом (англ.) в 1980 году. Хотя его популярность постепенно падает, это слово часто используется в качестве приближённого синонима «графического интерфейса пользователя». WIMP был разработан в корпорации Xerox PARC и «популяризирован компьютером Macintosh в 1984 году», в котором были добавлены понятие «строка меню» и концепция расширенного управления окном.
Этот стиль взаимодействия использует физическое устройство для управления положением курсора и предоставляет пользователю информацию, организованную в виде окон и иконок. Доступные команды собраны в меню и управляются курсором мыши. Это сделано для того, чтобы уменьшить когнитивную нагрузку на пользователя (не нужно помнить все возможности), что сокращает время обучения.
Другое очевидное достоинство этого стиля — это простота его использования для людей, далёких от компьютеров, как для новичков, так и для опытных пользователей. Кроме того, эта технология может быть легко перенесена из одного приложения в другое, с учётом высокой согласованности между интерфейсами.

## Альтернативные расшифровки
В разных источниках акроним WIMP расшифровывается по-разному. Слова берутся то в единственном, то во множественном числе. Особенно много расхождений при расшифровке буквы «Р». Ниже приведены все известные на данный момент разночтения.
- W: Window(s)
- I: Icon(s)
- M: Menu(s); Mouse/Mice (реже) («mice» — это подмножество манипуляторов)
- P: Pointing device(s); Pointing; Pointer(s) («pointer» часто используется как синоним курсора); Pull-down menu(s)

## Критика
Пользовательский интерфейс на основе стиля WIMP очень хорошо абстрагируется от рабочего места, документов и манипуляций с ними. Такая парадигма, в которой документы представляют собой стопки бумаг или папки, делает интерфейс WIMP легко усваиваемым для начинающих пользователей. К тому же его представление в виде прямоугольной области на плоском экране делает такой интерфейс удобным для системных программистов. Универсальность делает его очень подходящим для работы в многозадачных средах.
Это объясняет, почему эта парадигма получила широкое распространение и превалировала на протяжении более 20 лет, давая стимул к развитию виджетов, которые поддерживали этот стиль. Хотя некоторые исследователи человеко-компьютерного взаимодействия считают это признаком застоя в дизайне пользовательского интерфейса, отсутствия инноваций в поиске новых моделей взаимодействия.
Критики утверждают, что для некоторых приложений WIMP не подходит, а отсутствие технической поддержки создаёт трудности для развития новых интерфейсов. Сюда относятся приложения, обеспечивающие обработку непрерывных входных сигналов, а также отображающие 3D-модели или просто отображающие взаимодействия, для которых нет стандартных виджетов. Андрис ван Дам называет такие интерфейсы «после-WIMP интерфейсами».